# Boundary Road Snacks and Drinks
Boundary Road Snacks and Drinks – drugi minialbum zespołu Dry Cleaning.

## Minialbum

### Historia
Boundary Road Snacks and Drinks, drugi minialbum zespołu Dry Cleaning został nagrany nakładem własnym w 2019 roku i udostępniony 25 października tego samego roku w Wielkiej Brytanii jako digital download (pliki FLAC i WAV). zwiastunem EP-ki był teledysk, „Viking Hair”, udostępniony 1 października. Oprócz udostępnienia nowego teledysku, Dry Cleaning zapowiedzieli również serię nowych tras koncertowych po Wielkiej Brytanii na luty 2020 roku, a w e-mailu podziękowali organizatorom realizacji teledysku, londyńskiemu Cactus Club za pomoc.

### Lista utworów
Lista utworów według Discogs: 
| 1. | Dog Proposal     | 3:15  |
|    |                  |       |
| 2. | Viking Hair      | 3:54  |
|    |                  |       |
| 3. | Spoils           | 3:41  |
|    |                  |       |
| 4. | Jam After School | 2:20  |
|    |                  |       |
| 5. | Sombre One       | 4:09  |
|    |                  |       |
| 6. | Sit Down Meal    | 3:43  |
|    |                  |       |
|    |                  | 21:02 |
|    |                  |       |
Wszystkie utwory napisał i wykonał Dry Cleaning.

## Odbiór

### Opinie krytyków
| Oceny łączne      | Oceny łączne |
| Publikacja        | Ocena        |
| ----------------- | ------------ |
| Album of the Year | 78/100       |
| Recenzje          |              |
| Publikacja        | Ocena        |
| Paste             | 8.2/10       |
| Pitchfork         | 7.5/10       |
| RYM               | 3.42/5       |
| Sputnikmusic      | 4.1/5        |
| Under the Radar   | 8/10         |

Zdaniem Colina Lodewicka z magazynu Pitchfork na nowej EP-ce zespołu „Shaw kontynuuje to, na czym zakończyła się Sweet Princess – konfrontuje się z samotnością i pożądaniem poprzez wyszczególnienia i błędne wnioskowania, komentuje poszewki na kołdry, opuszczoną lodówkę, rozgorączkowanych ludzi, banan. Podzielone na sześć utworów obserwacje reprezentują coś więcej niż tylko banalne odniesienia do osobistej historii. To praktyka patrzenia, która stawia codzienność pod mikroskopem, by dowiedzieć się, co się w niej kryje” – podsumowuje recenzent.
„Centralnym punktem EP-ki pozostaje głos Shaw, uzupełniony przez resztę zespołu” – uważa Clare Martin z magazynu Paste dodając: „Dry Cleaning może być najnowszym dodatkiem do kwitnącej brytyjskiej sceny post-punkowej, ale jest czymś więcej niż tylko kolejną kroplą w wiadrze. Jego czterech członków wyróżnia się na swojej drugiej EP-ce z 2019 roku poszarpanymi gitarowymi riffami i niepowtarzalnie urzekającym głosem Shaw, pokazując nie tylko chęć do wyjścia poza swoją strefę dobrego samopoczucia, ale także [dostarczając] świetnej zabawy”.
Rolę Florence Shaw w muzyce zespołu podkreśla również Michael James Hall z magazynu Under the Radar: „mamrotanie wokalistki Florence Shaw od czasu do czasu zmienia się w wycie, a jej pozornie banalne obserwacje często kulminują w emocjonalnych wstrząsach lub błyskotliwie naświetlonym spostrzeżeniu”.